# Princess and I
Princess and I es una serie de televisión filipina transmitido por ABS-CBN desde 16 de abril de 2012 hasta el 1 de febrero de 2012. Está protagonizada por Kathryn Bernardo, Daniel Padilla y Enrique Gil, con la participación antagónica de Gretchen Barretto y la actuación especial de Albert Martínez.

## Reparto

### Elenco principal
- Kathryn Bernardo como Maria Mikaela "Mikay" Maghirang-de la Rosa / Princess Areeyah Wangchuck-Rinpoche.
- Enrique Gil como Dasho Jao Alfonso Rinpoche.
- Daniel Padilla como Gerald Antonio "Gino" de la Rosa / Dasho Yuan Rinpoche.
- Khalil Ramos como Martin Nikolas "Kiko" Salamat.
- Albert Martínez como King Anand Wangchuck.
- Gretchen Barretto como Ashi Behati Rinpoche.

### Elenco secundario
- Dominic Ochoa como Danilo "Dinoy" Maghirang.
- Sharmaine Suárez como Esmeralda "Esme" Ortiz.
- Niña Dolino como Yin Whan Di.
- Karen Timbol como Stella Cruz-Maghirang.
- Yayo Águila como Des Salamat.
- Beverly Salviejo como Anna Salamat.
- Frances Ignacio como Ellen Salamat.
- Marina Benipayo como Alicia de la Rosa.
- Jong Cuenco como Edward de la Rosa.
- Shey Bustamante como Vicky Ortiz.
- Bianca Casado como Bianca Maghirang.
- Sofía Andrés como Dindi Maghirang.
- Maxine Misa como Steph.
- Roeder Camanag como Ambet Salamat.
- Allen Dizon como Pratchit.

## Transmisiones internacionales
| País      | Cadenas/Canal        | Fecha de Inicio     | Fecha de Finalización |
| --------- | -------------------- | ------------------- | --------------------- |
| Filipinas | ABS-CBN              | 16 de abril de 2012 | 1 de febrero de 2013  |
|           | The Filipino Channel | 2012                | 2013                  |